# Gabriel Bethlen

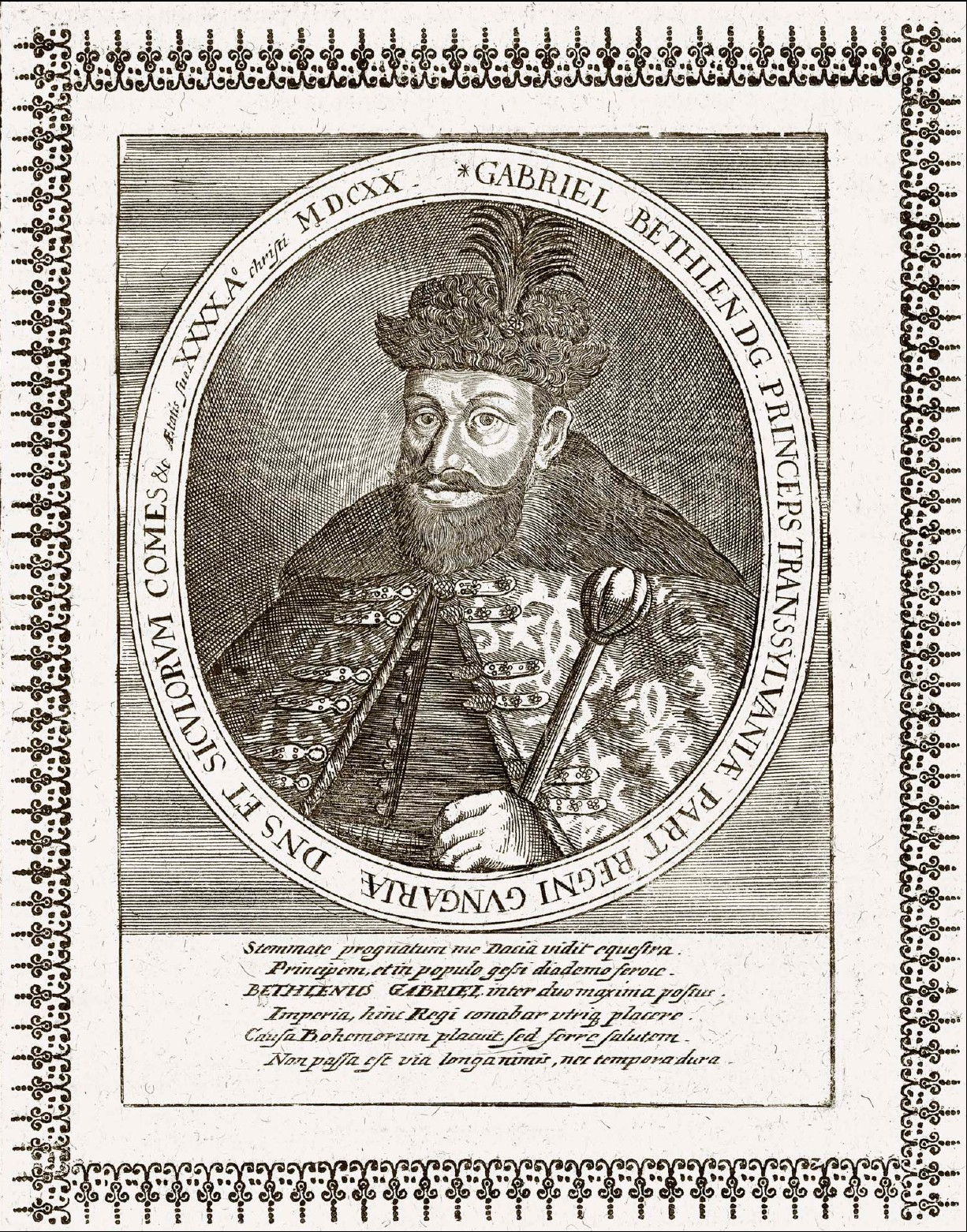
Gábor Bethlen, Kupferstich aus Theatrum Europaeum, 1662

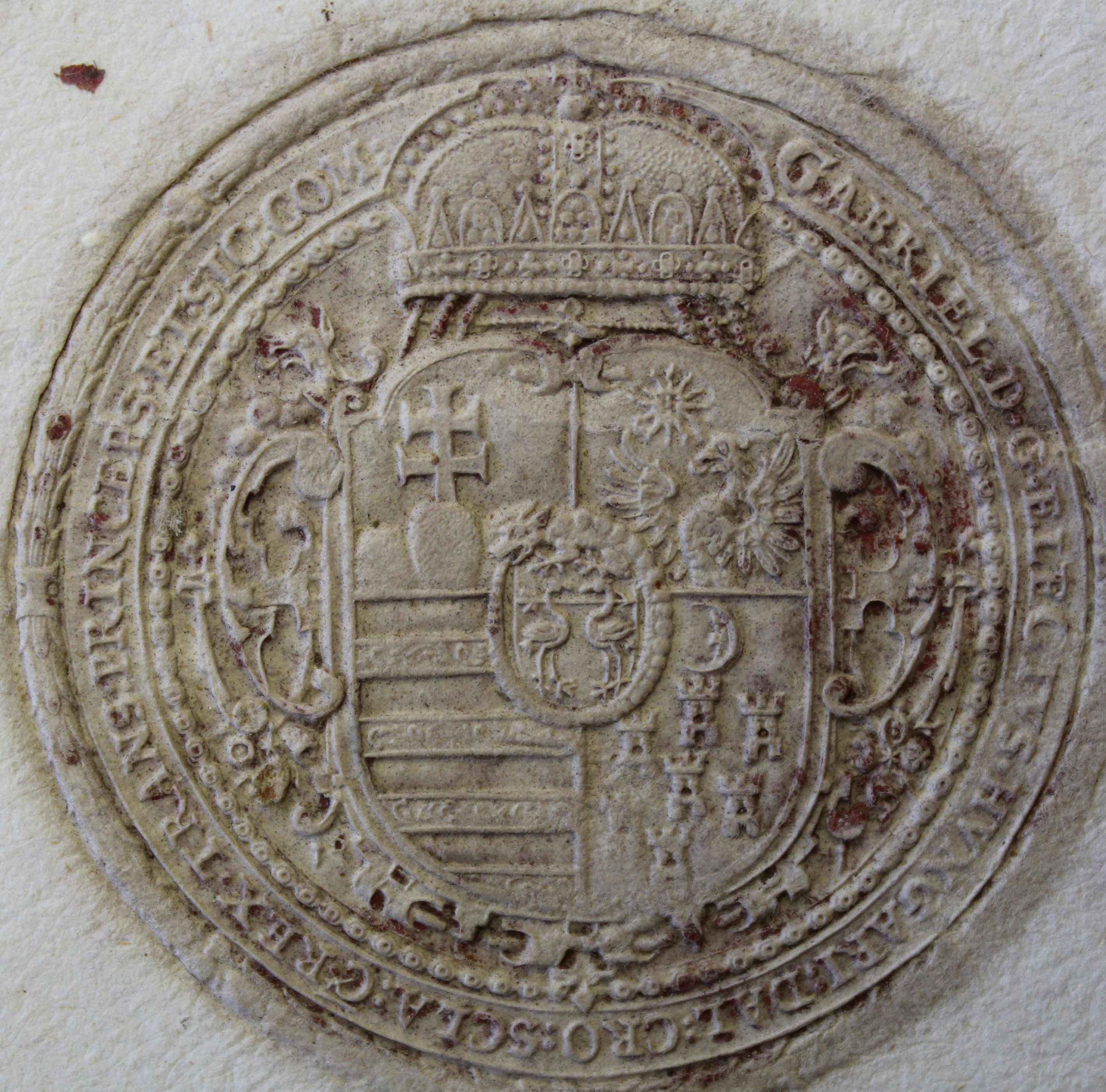
Siegel Gabriel Bethlen 1621

Gabriel Bethlen von Iktár (ungarisch Bethlen Gábor, slowakisch Gabriel Betlén, * um 1580 in Elienmarkt, Fürstentum Siebenbürgen; † 15. November 1629 in Weißenburg) war von 1613 bis 1629 Fürst von Siebenbürgen und von 1619 bis 1626 Anführer von anti-habsburgischen Aufständen im Königreich Ungarn auf dem Gebiet der heutigen Slowakei. Seine Feldzüge fanden im Rahmen des Dreißigjährigen Krieges statt.

## Siebenbürgen und Bethlens Rolle 1605–1620

### Herkunft und Machtergreifung
Das Gebiet des kleinen ehemaligen Fürstentums Siebenbürgen bildet heute geografisch das Zentrum und den Nordwesten Rumäniens und grenzt im Nordwesten an die heutige Ostgrenze von Ungarn.
Damals war das Fürstentum Siebenbürgen offiziell Teil des Königreich Ungarn. Die Fürsten von Siebenbürgen waren zwar Vasallen der Krone von Ungarn, de facto aber waren sie unabhängig und schwankten politisch zwischen den Osmanen und den Habsburgern.
Gabriel Bethlen war der Sohn eines ungarischen, in Siebenbürgen begüterten Aristokraten, der sich als hervorragender Reitergeneral in der Armee des Fürsten von Siebenbürgen unentbehrlich gemacht hatte. 1605 erwarb Gabriel Bethlen die Burg Hunedoara und erwies sich zweimal als „Königsmacher“, als er 1605 Stephan Bocskai und 1608 Gabriel Báthory die siebenbürgische Fürstenkrone verschaffte. Die Annäherung Báthorys an die Habsburger zwang Bethlen – bereits damals ein erklärter Gegner der österreichischen Herrscherfamilie – jedoch zur Flucht zu den Türken. Im Oktober 1613 kehrte Bethlen mit einem türkischen Heer zurück, besiegte Báthory und ließ sich durch den Landtag zu Klausenburg zum Fürsten von Siebenbürgen wählen. Sein Weg zur Macht war voller Intrigen und – wie seine Feinde sagten – mit Morden erreicht worden. Bethlen konnte sich aber erfolgreich behaupten, weil er seine Untertanen jährlich in Kriege führte und ihnen Plünderungen ermöglichte. Als fähiger Soldat und geschickter Diplomat wechselte er immer wieder seine Bündnisse. Einen ersten Einfall in habsburgische Gebiete unternahm Bethlen bereits 1616.

### Kriegsbeginn in Österreich bis 1620
Nach Beginn des Dreißigjährigen Krieges führte Bethlen, der Calvinist war, Verhandlungen mit protestantischen Heerführern, mit Polen, Frankreich, Schweden und den Habsburgern, aber auch mit den Osmanen. Als Calvinist hatte er auch die Entwicklung des Ständeaufstands in Böhmen und die Vorgänge um die Bildung der Böhmischen Konföderation verfolgt und wollte im Rahmen seines jährlichen Sommerfeldzugs 1619 auf Seiten der Protestanten in Böhmen eingreifen.
Zu seinem ersten Feldzug gegen die Habsburger fiel er mit einem Heer im August 1619 im halbprotestantischen Ungarn zu der Zeit ein, als sich die Kurfürsten des Reiches in Frankfurt zur Wahl des neuen Kaisers versammelt hatten. Die Eroberung der Stadt Košice (dt. Kaschau, ung. Kassa) im August 1619 bildete den Auftakt seines Feldzuges. In der Folge konnte er fast die gesamte heutige Slowakei (samt den Gebirgen Cserehát und Zemplényi hegység im heutigen Ungarn) einschließlich Pressburg erobern, d. h. das Hauptgebiet des damaligen Königreiches Ungarn. In Ungarn schlossen sich viele Bürger als Söldner dem Heer von Bethlen an und am 20. August konnte er einen Bündnisvertrag mit Heinrich Matthias von Thurn, dem militärischen Führer des Ständeaufstands der Protestanten in Böhmen, abschließen.
Am 26. August 1619 wurde in Prag Kurfürst Friedrich von der Pfalz mit 100 gegen 46 Stimmen zum neuen König von Böhmen gewählt. Zwei Tage später wurde in Frankfurt der in Prag abgewählte König von Böhmen als Ferdinand II. zum Kaiser gewählt. Zur gleichen Zeit brachen im Süden von Österreich in der Steiermark Aufstände der Protestanten aus. Im Norden von Österreich eroberte Gabriel Bethlen am 14. Oktober Pressburg, trieb unbezahlte kaiserliche Söldner über die Donau und rückte das Land verwüstend auf Wien vor, wo Hungersnot und Pest herrschte. Der neu gewählte Kaiser Ferdinand II. hatte am 8. Oktober in München mit Herzog Maximilian I. (Bayern) einen militärischen Unterstützungsvertrag geschlossen und traf Ende Oktober 1619 wieder in Wien ein. Das Heer von Gabriel Bethlen stand bereits vor den Toren der Stadt, musste aber die Belagerung abbrechen. Kaiserliche Truppen unter Karl Bonaventura Graf von Buquoy waren in Oberungarn (die heutige Ostslowakei) einmarschiert und mussten von Bethlen bekämpft werden. Bethlen konnte die Gebiete verteidigen und eroberte sogar für kurze Zeit auch das Gebiet um die Stadt Sopron in Westungarn.
Nach einem kurzen Waffenstillstand ließ sich Bethlen auf seinem Landtag von Neusohl (slowakisch Banská Bystrica, ung. Besztercebánya) am 25. August 1620 mit der Zustimmung der Türken zum König von Ungarn wählen.

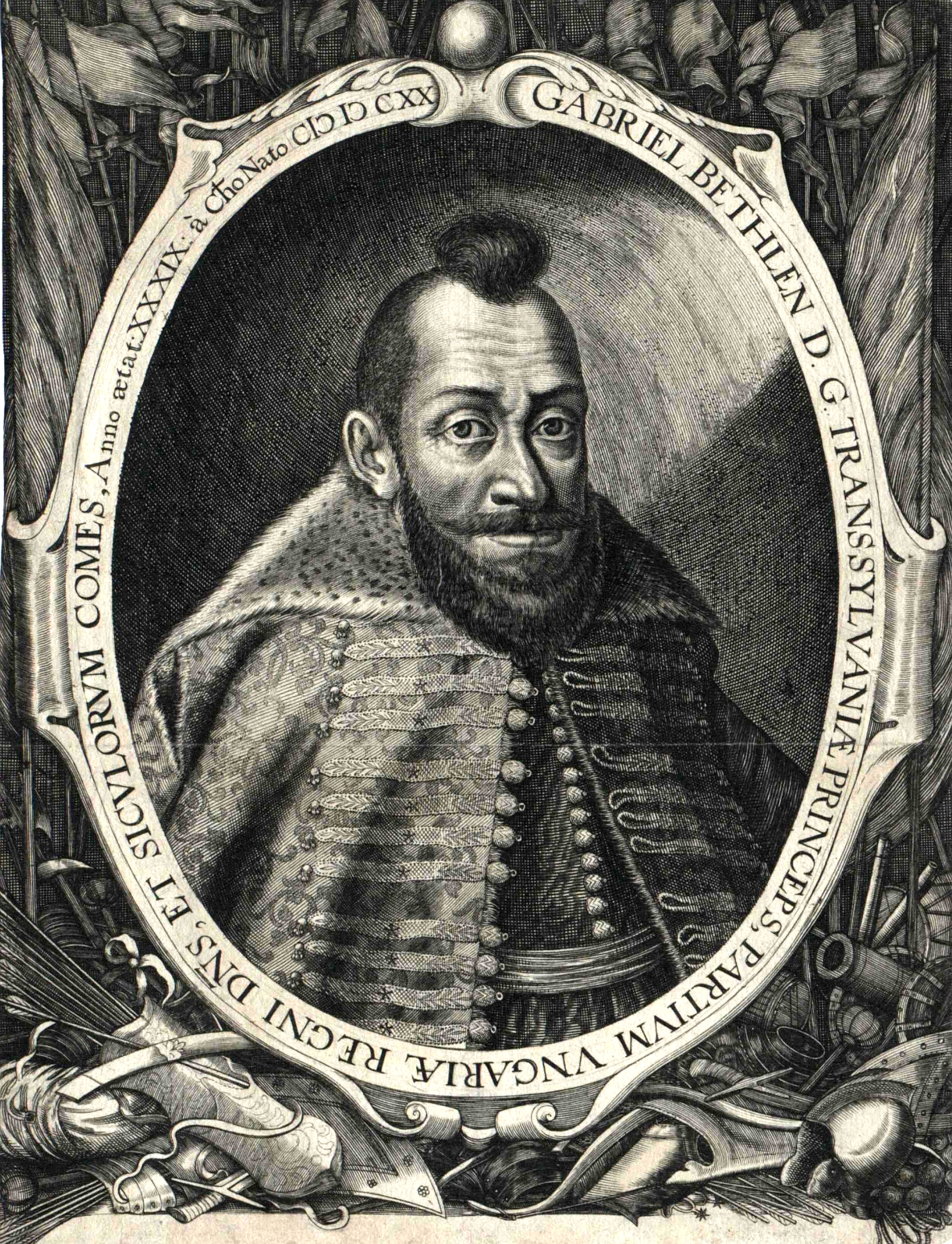
Porträt Gabriel Bethlens

### Die Schlacht in Böhmen Nov. 1620
Es hatte ein Jahr gedauert, bis Gabor Bethlen mit seinem Heer erneut Ungarn überrannte, mit dem Ziel nach Böhmen vorzurücken, um dort in der Umgebung von Prag den Protestanten zu helfen. Die angeblichen Hilfen waren aber meist verbunden mit Plünderungen der Dörfer. Zur gleichen Zeit zog auch das Heer der Katholischen Liga mit dem Befehlshaber Tilly unter Verwüstung der protestantisch geprägten Oberpfalz nach Norden und überschritt am 26. September 1620 die böhmische Grenze. Vereinzelt hatten die Söldner des Tilly-Heeres auf dem Weg nach Prag auch Kontakte mit Söldnern des Bethlen-Heeres.
Der Aufmarsch des böhmischen Heeres zur bevorstehenden Schlacht am Weißen Berg vollzog sich teilweise im Feuerschein der von undisziplinierten Truppen des Bethlen-Heeres in Brand gesetzten Häuser, beobachtet von den feindlichen kaiserlich-bayerischen Truppen, die deshalb informiert waren über Ort und Umgebung der böhmischen Stellungen. Auch den Bethlen-Truppen wurden Stellungen zugewiesen, jedoch bleibt unklar, ob diese Stellungen eingenommen wurden und ob sich die Bethlen-Truppen an der Schlacht beteiligten.

### Folgen

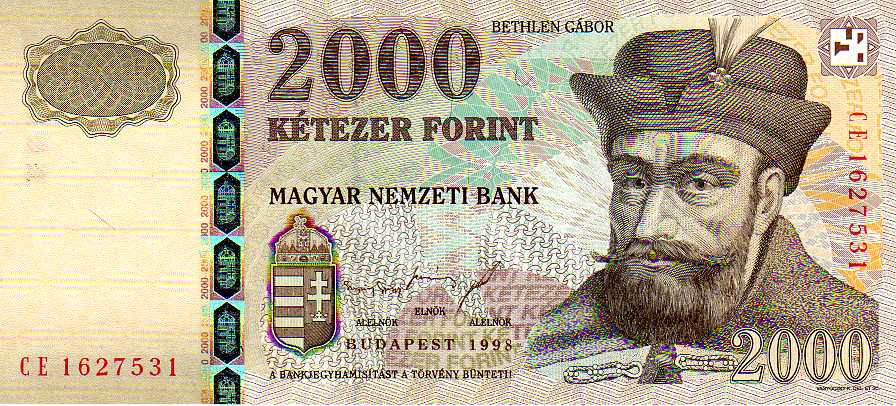
Gábor Bethlen (Ungarische Banknote, 2000 Forint, 1998)

Nach dem Sieg der Habsburger in der Schlacht am Weißen Berg in Böhmen errangen habsburgische Truppen auch Erfolge gegen Bethlen und eroberten die heutige West- und Mittelslowakei zurück (siehe auch Schlacht bei Tyrnau). Bethlen musste in der Folge am 31. Dezember 1621 mit den Habsburgern den Frieden von Nikolsburg (tsch. Mikulov) abschließen, in dem er auf die eroberten Gebiete im königlichen Ungarn und auf die ungarische Krone verzichtete. Zum Ausgleich dafür wurden aber sieben oberungarische Komitate (in der heutigen Slowakei, Karpato-Ukraine und Nordost-Ungarn) sowie die Fürstentümer Oppeln und Ratibor in Schlesien bis zu seinem Tod an Siebenbürgen angeschlossen.
Da Bethlen mit dem Frieden von Nikolsburg unzufrieden war, unternahm er einen zweiten Feldzug (1623–1624). Mit dem Ziel, sich den mährischen Ständen anzuschließen, eroberte er wieder die ganze heutige Slowakei, musste aber am 8. Mai 1624 im Wiener Frieden den Frieden von Nikolsburg bestätigen und die schlesischen Fürstentümer wieder aufgeben.
Bethlen blieb weiterhin eine wichtige Figur im Generalstab des politischen Calvinismus. Allerdings konnte er als Feldherr keine wirklich großen Siege erringen, da er mit seiner auf einen überraschenden Angriff und schnellen Rückzug ausgerichteten Reitertruppe keine Feldschlacht gegen eine mit Kanonen bestückte Armee wagen konnte.
1626 begann Bethlens letzter Feldzug, diesmal mit dem Ziel sich im Rahmen des Dreißigjährigen Kriegs den Koalitions-Truppen von Ernst von Mansfeld in Schlesien anzuschließen. Zum Teil hat ihn zu diesem Feldzug auch seine 1626 erfolgte Vermählung mit Katharina, der Schwester des Kurfürsten von Brandenburg, der ebenfalls Calvinist war, bewogen, da der Kaiser die Werbung Bethlens um die Hand seiner Tochter abgelehnt hatte. Nachdem Bethlen wieder die gesamte heutige Slowakei erobert hatte, wurde er jedoch vom kaiserlichen General Albrecht von Wallenstein schnell zum Rückzug in die südlichen Gebiete der heutigen Mittelslowakei gezwungen. Wallenstein eroberte Tyrnau (slow. Trnava, ung. Nagyszombat), Neutra (slow. Nitra, ung. Nyitra) und Neuhäusel (ung. Érsekújvár, slow. Nové Zámky). Anfang Oktober 1626 trafen Wallensteins und Bethlens Truppen bei Drégely-Palánk (slow. Drégeľská Pálanka) am Fluss Eipel (ung. Ipoly, slow. Ipeľ) aufeinander, beide Armeen zogen sich dann aber zurück. Da sich Bethlen nicht mehr mit den Koalitions-Truppen verbinden konnte, bat er die Habsburger (Kaiser Ferdinand II.) um eine Beendigung des Waffengangs. Am 20. Dezember 1626 musste Bethlen den Frieden von Pressburg (1626) unterschreiben, mit dem mehr oder weniger die vorigen zwei Friedensverträge bestätigt wurden.

## Sonstiges
In der Zeit danach blieb Bethlen ruhig, sorgte für die Wohlfahrt seines Landes und förderte Künste, Wissenschaften und Gewerbe.
Bethlens erste Gemahlin Susanna Károlyi starb 1622 kinderlos. Am 1. März 1626 heiratete er Katharina von Brandenburg (* 28. Mai 1602, † 27. August 1644), die Ehe blieb ebenfalls kinderlos.
Bethlen stiftete die Akademie zu Weißenburg und berief fremde Gelehrte, Künstler und Handwerker.
1979 erschien in Ungarn eine 200 Forint Gedenkmünze (Silber-640 fein) zum 350. Todestag.
Historiker zeichnen von Bethlen ein unterschiedliches Bild. Ungarische Historiker sehen in ihm eher einen aufgeklärten absolutistischen Herrscher, der die Volkswirtschaft förderte, während deutsche und slowakische Historiker ihn eher als einen grausamen und beutegierigen Plünderer betrachteten.